# 贝唐库尔昂沃
贝唐库尔昂沃（法語：Béthancourt-en-Vaux，法語發音：[betɑ̃kuʁ ɑ̃ vo]）是法国上法兰西大区埃纳省的一个市镇，属于拉昂区。

## 地理
贝唐库尔昂沃（49°37'43"N, 3°8'51"E）面积4.3 平方千米，位于法国上法蘭西大區埃纳省，该省份为法国北部内陆省份，北起北部省，西接索姆省和瓦兹省，东临阿登省和马恩省，西南至塞纳-马恩省，东北部与比利时接壤。
与贝唐库尔昂沃接壤的市镇（或旧市镇、城区）包括：卡尤埃勒-克雷皮尼、科蒙、科芒雄、吉夫里、讷夫略。

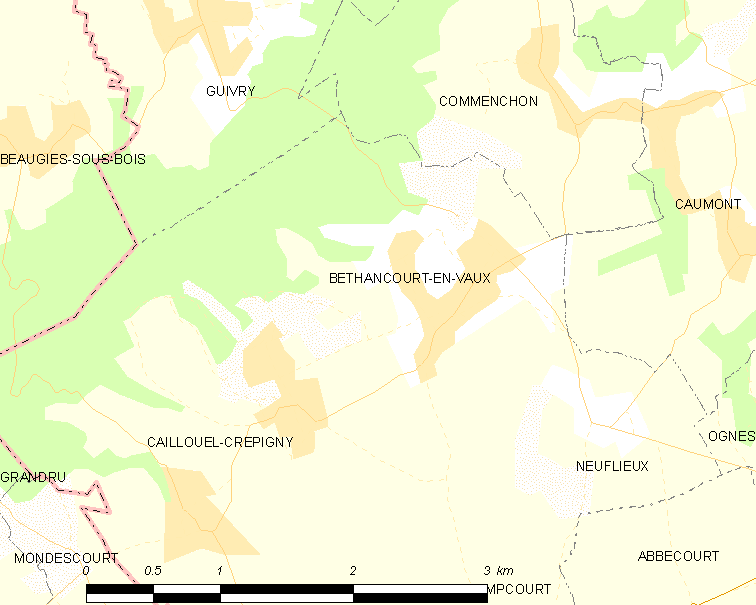
贝唐库尔昂沃的OSM定位图

贝唐库尔昂沃的时区为UTC+01:00、UTC+02:00（夏令时）。

## 行政
贝唐库尔昂沃的邮政编码为02300，INSEE市镇编码为02081。

## 政治
贝唐库尔昂沃所属的省级选区为绍尼县。

## 人口

1962-2008年间贝唐库尔昂沃人口变化图示

贝唐库尔昂沃于2022年1月1日时的人口数量为425人。